# Juntas electorales de Chile
Las juntas electorales de Chile  son organismos electorales que actúan como ejecutor inmediato del Servicio Electoral. El derecho electoral las estableció para designar a los vocales de las mesas, a los integrantes de los Colegios Escrutadores y a los delegados de las Oficinas Electorales. 

## Integrantes
En cada provincia de Chile existe una Junta Electoral, que tiene tres miembros.
En las provincias cuya capital sea asiento de una Corte de Apelaciones, la Junta Electoral estará integrada por el Fiscal de la Corte de Apelaciones, el Defensor Público de la capital de la provincia y el Conservador de Bienes Raíces de la misma. Su presidente es el Fiscal y el secretario es el Conservador de Bienes Raíces.
En las demás capitales de provincias, las Juntas se integran con el Defensor Público, el Notario Público y el Conservador de Bienes Raíces, actuando como Presidente el Defensor Público y como secretario el Conservador de Bienes Raíces. Si existiere más de un funcionario con los cargos mencionados, integra la respectiva Junta, el más antiguo. Los miembros de las Juntas Electorales son permanentes y conservan ese carácter en tanto desempeñen la función pública requerida para su designación.